# Dahu, Minhou
Dahu (kinesiska: 大湖) är en socken i sydöstra Kina. Den ligger i Minhou härad i provinshuvudstaden Fuzhou i provinsen Fujian, omkring 39 kilometer nordväst om centrala Fuzhou. Antalet invånare är 14 824. Befolkningen består av 6 835 kvinnor och 7 989 män. Barn under 15 år utgör 18,0 %, vuxna 15-64 år 68 %, och äldre över 65 år 13,0 %.